# Loving - L'amore deve nascere libero
Loving - L'amore deve nascere libero (Loving) è un film del 2016 scritto e diretto da Jeff Nichols.

## Trama
Richard Loving, un operaio edile bianco della contea di Caroline, in Virginia, si innamora di una donna nera locale e amica di famiglia, Mildred Jeter. Quando Mildred scopre di essere incinta, i due decidono di sposarsi, ma sapendo che il matrimonio interrazziale viola le leggi anti-meticciato della Virginia, guidano fino a Washington DC per sposarsi nel 1958. Richard progetta di costruire una casa per Mildred a meno di un miglio dalla sua casa di famiglia.
Poco dopo, i vice dello sceriffo fanno irruzione nella casa di Mildred e arrestano i Loving. Quando Richard indica la licenza di matrimonio, lo sceriffo Brooks gli dice seccamente che non ha validità in Virginia e li trascina entrambi in prigione. Su indicazione del loro avvocato, si dichiarano colpevoli di aver infranto la legge anti-meticciato e sono condannati a un anno di prigione, ma il giudice sospende la pena, a condizione che non tornino insieme in Virginia per almeno 25 anni. La coppia si trasferisce a Washington per stare presso un amico di Mildred. Tornano brevemente a Caroline County in modo che il loro primo figlio, Sidney, possa essere fatto nascere dalla madre di Richard, un'ostetrica. Arrestati di nuovo, vengono scagionati quando il loro avvocato informa il giudice di averli erroneamente avvisati che potevano tornare per la nascita del primogenito.
Mildred e Richard in seguito hanno altri due figli insieme, Donald e Peggy. Tuttavia Mildred soffre la lontananza dalla famiglia e dalla campagna in cui è cresciuta e la sua frustrazione cresce quando guarda alla televisione la marcia su Washington. Scrive al procuratore generale Robert F. Kennedy per chiedere aiuto. Kennedy li rimanda all'American Civil Liberties Union. L'avvocato Bernard S. Cohen assume il caso e conferisce con l'esperto di diritto costituzionale Phil Hirschkop. I due concludono che il calvario dei Loving ha buone possibilità di arrivare fino alla Corte Suprema e di ribaltare simili leggi anti-meticciato in tutta la nazione.
Dopo un piccolo incidente automobilistico che coinvolge uno dei loro figli, i Loving decidono di tornare in Virginia, stabilendosi in una parte remota di King and Queen County, mentre il loro caso si sposta in tribunale. La causa ottiene una vasta attenzione e i coniugi vengono ritratti per la rivista Life dal fotografo Gray Villet. Lo stato della Virginia sostiene che persone di razze diverse non sono mai state destinate a vivere insieme e arriva fino a suggerire che i figli dei Loving siano dei bastardi. Imperterriti, Cohen e Hirschkop si appellano alla Corte Suprema Federale. Prima di andare a Washington, Cohen chiede a Richard se ha un messaggio per i giudici. Richard risponde: "Di' al giudice che amo mia moglie".
Diverse settimane dopo, la Corte Suprema dichiara all'unanimità che le leggi che vietano il matrimonio interrazziale sono incostituzionali. Il film si conclude con i Loving nella contea di Caroline mentre costruiscono la loro casa dei sogni, che Richard ha iniziato a progettare all'inizio del film sul suolo acquistato. Su una ripresa ampia che mostra la famiglia al lavoro, il testo informa lo spettatore che Richard è stato ucciso da un automobilista ubriaco sette anni dopo la sentenza; Mildred non si è mai risposata e fino alla sua morte nel 2008 ha continuato a vivere nella casa che Richard ha costruito per lei.

## Produzione
La storia dei coniugi Loving era già stata raccontata nel documentario del 2011 The Loving Story, da cui il film trae ispirazione. L'attore Colin Firth è entrato in contatto con la regista del documentario Nancy Buirski e così, quando nel 2011 ha lanciato la sua compagnia di produzione Raindog Films, ha subito pensato alla realizzazione di un film incentrato sulla medesima storia. Firth e Buirski si sono rivolti al regista Jeff Nichols credendolo il più indicato a dirigere e sceneggiare l'opera: Nichols ha immediatamente accettato la proposta, decidendo fin da subito di creare un film che si focalizzasse esclusivamente sul punto di vista di Richard e Mildred Loving.
Il casting si è tenuto nella prima metà del 2015. Le riprese del film sono iniziate il 16 settembre 2015 a Richmond, Virginia. Durante la realizzazione del film è stata coinvolta anche la costumista Erin Benach, che prima di decidere quello che avrebbe dovuto essere il look dei vari personaggi ha parlato di persona con molti di coloro che vivevano nei luoghi in cui il film è ambientato già ai tempi in cui si svolge la vicenda. In tutto, per la produzione del film è stato speso un budget di 9 milioni di dollari.

## Distribuzione
Il film è stato presentato in anteprima e in concorso al Festival di Cannes 2016. È stato distribuito nelle sale cinematografiche statunitensi il 4 novembre 2016. In Italia è stato distribuito nelle sale il 16 marzo 2017. L'opera è attualmente disponibile on demand sulla piattaforma Prime Video.

## Accoglienza

### Incassi
Al botteghino internazionale, il film ha incassato 12,5 milioni di dollari, superando il budget speso per la sua realizzazione.

### Critica
Secondo l'aggregatore di recensioni Rotten Tomatoes, il film ha ottenuto un indice di apprezzamento dell'89% e un voto di 7,63 su 10 sulla base di 289 recensioni. Secondo Metacritic Loving ha invece ottenuto un punteggio di 79 su 100 sulla base di 46 recensioni.

## Riconoscimenti
- 2017 - Premio Oscar
  - Candidatura alla Miglior attrice protagonista a Ruth Negga
- 2016 - Festival di Cannes
  - Candidatura per la Palma d'oro
- 2016 - Gotham Independent Film Awards
  - Candidatura per il Miglior attore a Joel Edgerton
  - Candidatura per la Migliore attrice a Ruth Negga
- 2016 - San Diego Film Critics Society Awards
  - Candidatura per il Miglior attore a Joel Edgerton
  - Candidatura per la Migliore attrice a Ruth Negga
- 2016 - Critics' Choice Movie Awards
  - Candidatura per il Miglior film
  - Candidatura per il Miglior attore a Joel Edgerton
  - Candidatura per la Migliore attrice a Ruth Negga
  - Candidatura per la Miglior sceneggiatura originale a Jeff Nichols
- 2017 - Golden Globe
  - Candidatura per il Miglior attore in un film drammatico a Joel Edgerton
  - Candidatura per la Migliore attrice in un film drammatico a Ruth Negga
- 2017 - Independent Spirit Awards
  - Candidatura per il Miglior regista a Jeff Nichols
  - Candidatura per la Miglior attrice protagonista a Ruth Negga
- 2017 - Satellite Awards
  - Miglior attrice a Ruth Negga
  - Candidatura per il Miglior film
  - Candidatura per il Miglior attore a Joel Edgerton
- 2017 - Writers Guild of America Award
  - Candidatura per la Miglior sceneggiatura originale